# Pierre II d'Oldenbourg
Nicolas Frédéric Pierre ou Pierre II d'Oldenbourg, né à Oldenbourg le 8 juillet 1827 et mort à Rastede le 13 juin 1900, est grand-duc d'Oldenbourg de 1853 à sa mort.

## Biographie

### Famille et voyages
Nicolas Frédéric Pierre est le fils aîné du grand-duc Auguste Ier d'Oldenbourg, et le seul enfant issu de son deuxième mariage avec la princesse Ida d'Anhalt-Bernbourg-Schaumbourg-Hoym. Sa mère meurt alors qu'il n'a pas un an. Il étudie à Leipzig à partir de 1846, mais son père le rappelle auprès de lui en mars 1848, alors qu'une révolution secoue l'Allemagne. Cet événement influence durablement les idées politiques du jeune Pierre, et marque le début de son implication dans le gouvernement du grand-duché. Une fois la situation apaisée, il quitte le pays en 1850 pour se rendre en voyage d'études en Italie, en Turquie ottomane et en Grèce, pays dont sa demi-sœur Amélie est la reine.

### Grand-duc d'Oldenbourg
Pierre II succède à son père à sa mort, le 27 février 1853. Il maintient de bonnes relations avec la Prusse, s'alliant avec elle durant la guerre de 1866 dans le camp prussien, puis en cédant l'emplacement du port de Wilhelmshaven en 1869. L'Oldenbourg adhère à la Confédération de l'Allemagne du Nord en 1866, puis fait partie des États fondateurs de l'Empire allemand en 1871.

### Mort
Pierre II meurt le 13 juin 1900, après un règne de quarante-sept ans. Il repose au mausolée ducal d'Oldenbourg. Son fils aîné Frédéric-Auguste lui succède.

## Mariage et descendance

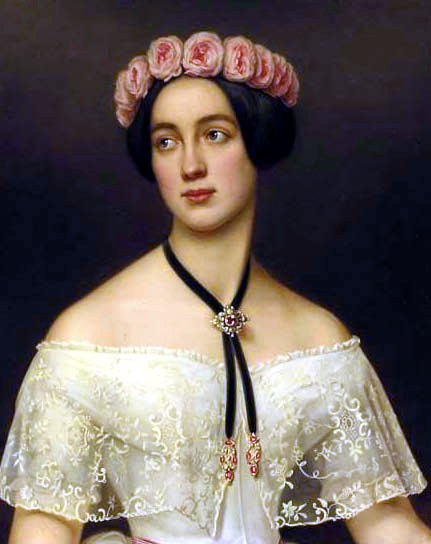
Élisabeth de Saxe-Altenbourg en 1846, par Joseph Karl Stieler.

Pierre II épouse le 10 février 1852 à Altenbourg, la princesse Élisabeth de Saxe-Altenbourg (Hildburghausen, 26 mars 1826 – Oldenbourg, 2 février 1896), quatrième fille du duc Joseph de Saxe-Altenbourg et d'Amélie de Wurtemberg. 
Ils ont trois enfants :
- Frédéric-Auguste II (Oldenbourg 16 novembre 1852 – Oldenbourg 24 février 1931), grand-duc d'Oldenbourg ;
- Georges-Louis (de) (Rastede 27 juin 1855 – Eutin 30 novembre 1939), seigneur de Holzappel-Schaumbourg de 1867 à 1888, célibataire[6] ;
- Fille mort-née à Oldenbourg, le 19 mai 1857[7].

## Honneurs

### Ordre national
- Grand-croix de l'ordre du Mérite du duc Pierre-Frédéric-Louis (grand-duché d'Oldenbourg) (16 novembre 1852).

### Ordres étrangers
- Grand-croix de l'ordre d'Albert l'Ours (Anhalt) (30 novembre 1847).
- Grand-croix de l'ordre de Saint-Étienne (Autriche, 1858) ;
- Grand-croix de l'ordre d'Albert l'Ours (Anhalt, 1885) ;
- Chevalier de l'ordre de la Fidélité (Bade, 1853) ;
- Grand-croix de l'ordre du Lion de Zaeringen (Bade, 1853).
- Chevalier de l'ordre de Saint-Hubert (Bavière) (1853) ;
- Grand-cordon de l'ordre de Léopold (Belgique) (10 avril 1853) ;
- Chevalier de l'ordre de l'Éléphant (Danemark) (2 avril 1853).
- Chevalier de l'ordre de Saint-Georges (Hanovre) (1855).
- Grand-croix de l'ordre de Louis Ier de Hesse (3 avril 1853) ;
- Chevalier de l'ordre de l'Aigle noir avec collier (Prusse) (17 mai 1850), avec collier (1868) ;
- Grand-croix de l'ordre de l'Aigle rouge (Prusse) (8 août 1866).
- Chevalier de l'ordre de la Couronne de Rue (Saxe) (1876) ;
- Grand-croix de l'ordre de la Maison ernestine de Saxe (duché de Saxe-Cobourg et Gotha) (juin 1847) ;
- Grand-croix de l'ordre du Faucon blanc (Saxe-Weimar) (25 mai 1847) ;
- Grand-croix de l'ordre de la Couronne de Wurtemberg (1853).